# Joan Martí i Centelles
Joan Martí i Centellas (l'Alcora, 1832 - Camprodon, 1902) fou un fotògraf de la primera generació de fotògrafs destacats de Barcelona, conegut principalment per la sèrie d'àlbums de fotografies de ciutats sota la denominació de "Belleses de ..", el primer d'ells dedicat a edificis i carrers de Barcelona amb el que va deixar testimoni gràfic de la ciutat de 1874 immersa en una transformació que en poc temps canviaria profundament.
A la maduresa de la seva professió va ser un precursor del cinematògraf.
Es va casar amb Dolors Corrons i Torrent natural de Girona, nascuda al 1858. A la seva mort, el seu fill Joan Martí Corrons nascut a Barcelona el 3 d'agost de 1879 va continuar amb l'activitat del seu taller.

## Activitat professional
A mitjans del segle xix iniciava la seva carrera com a fotògraf i va obrir botiga a la ciutat de Barcelona, al Pla de Palau, 4.
El 1874, en col·laboració amb l'enquadernador Pedro Vives, publiquen el llibre Belleses de Barcelona amb 50 imatges de la ciutat. Mostra l'espai tal com és, tant els nous edificis com l'espai ocupat de la ciutat vella. Martí ofereix un conjunt de fotografies, deixant que elles parlin per si mateixes. A l'inici de l'àlbum diu "Relació fotografiada dels seus principals monuments, edificis, carrers, passeigs i tot el millor que es troba a l'antiga capital del principat". Moltes ciutats europees ja feia anys que es publicaven àlbums similars, a Barcelona va ser tota una novetat, gairebé estranya.
La publicació, que es venia al preu d'una pesseta per cada fotografia, va tenir força èxit i es va veure ampliat amb noves edicions de Belleses de Montserrat i Belleses de Girona En un moment en el qual la principal dedicació del ram se centrava en el retrat, sembla que Martí havia realitzat retrats en daguerreotípia1, i sabem del cert que en va fer en ambrotípia2. i apareix ja com a innovador fotògraf en una notícia del Diari de Barcelona de 1865, on se'l cita ja com a reconegut professional. Quan tenia el taller al carrer Aglà número 6, segons s'anunciava en un directori de la ciutat3.